# Лейк-В'ю (Айова)
Лейк-В'ю (англ. Lake View) — місто (англ. city) в США, в окрузі Сак штату Айова. Населення — 1113 особи (2020).

## Географія
Лейк-В'ю розташований за координатами 42°18′7″ пн. ш. 95°2′9″ зх. д. / 42.30194° пн. ш. 95.03583° зх. д. (42.301996, -95.035761).  За даними Бюро перепису населення США в 2010 році місто мало площу 6,24 км², з яких 5,48 км² — суходіл та 0,76 км² — водойми.

## Демографія
Згідно з переписом 2010 року, у місті мешкали 1142 особи в 564 домогосподарствах у складі 326 родин. Густота населення становила 183 особи/км².  Було 950 помешкань (152/км²).
Расовий склад населення:
| - 99,3 % — білих - 0,3 % — чорних або афроамериканців - 0,1 % — вихідців з тихоокеанських островів |

До двох чи більше рас належало 0,4 %. Частка іспаномовних становила 0,1 % від усіх жителів.
За віковим діапазоном населення розподілялося таким чином: 16,1 % — особи молодші 18 років, 53,4 % — особи у віці 18—64 років, 30,5 % — особи у віці 65 років та старші. Медіана віку мешканця становила 54,3 року. На 100 осіб жіночої статі у місті припадало 89,4 чоловіків;  на 100 жінок у віці від 18 років та старших — 85,7 чоловіків також старших 18 років.
Середній дохід на одне домашнє господарство  становив 58 726 доларів США (медіана — 50 000), а середній дохід на одну сім'ю — 72 020 доларів (медіана — 63 646). Медіана доходів становила 45 500 доларів для чоловіків та 31 719 доларів для жінок. За межею бідності перебувало 7,3 % осіб, у тому числі 8,8 % дітей у віці до 18 років та 5,9 % осіб у віці 65 років та старших.
Цивільне працевлаштоване населення становило 508 осіб. Основні галузі зайнятості: освіта, охорона здоров'я та соціальна допомога — 18,9 %, роздрібна торгівля — 17,5 %, виробництво — 12,0 %, мистецтво, розваги та відпочинок — 8,5 %.